# オスワルド・ビスカロンド
オスワルド・ビスカロンド (Oswaldo Augusto Vizcarrondo Araujo 1984年5月31日 - )は、ベネズエラの首都カラカス出身の元プロサッカー選手。

## 経歴

### クラブ
2002年に地元のカラカスFCでプロデビュー。2009年から中南米諸国のリーグでプレーした後、2013年のリーグ・アンのFCナントに移籍し、念願のヨーロッパ進出を果たした。

### 代表
2004年にベネズエラ代表に選出され、以後主力として活躍。コパ・アメリカ2011のベスト4入りの原動力になった。